# Bardonescha
Bardonescha és un municipi italià, situat a la ciutat metropolitana de Torí, a la regió del Piemont. L'any 2007 tenia 3.117 habitants. Està situat a la Vall de Susa, una de les Valls Occitanes. Forma part de la Comunitat Muntanyenca Alta Vall de Susa. És format per les fraccions de Les Arnauds, Melezet, Millaures i Rochemolles. Limita amb els municipis d'Avrieux (Savoia), Bramans (Savoia), Exilhas, Modane (Savoia), Névache (Provença) i Ors.

## Fills il·lustres
- Giuseppe Blanc (1886-1969) compositor.

## Administració
| Període | Identitat       | Partit        |
| ------- | --------------- | ------------- |
| 2004-   | Francesco Avato | Llista cívica |